# کلاته میرزا (درمیان)
کلاته میرزا روستایی در دهستان درمیان بخش مرکزی شهرستان درمیان استان خراسان جنوبی ایران است. بر پایه سرشماری عمومی نفوس و مسکن در سال ۱۳۹۰ جمعیت این روستا ۲۷ نفر (در ۸ خانوار) بوده‌است.